# Danny Huston
Daniel Sallis Huston (Roma, 14 de maio de 1962), mais conhecido como Danny Huston, é um ator e diretor americano.

## Filmografia

### Cinema
| Ano  | Título                                 | Papel                            | Notas          |
| ---- | -------------------------------------- | -------------------------------- | -------------- |
| 1975 | The 'Human' Factor                     | Mark Kinsdale                    |                |
| 1995 | Leaving Las Vegas                      | Barman #2                        |                |
| 1997 | Anna Karenina                          | Stiva                            |                |
| 1998 | Spanish Fly                            | John                             |                |
| 1998 | Susan's Plan                           | Jogador #2                       |                |
| 1999 | Rockin' Good Times                     | Gerente de Jimmy                 | Curta-metragem |
| 2000 | Timecode                               | Randy                            |                |
| 2000 | Ivans xtc.                             | Ivan Beckman                     |                |
| 2001 | Eden                                   | Kalman                           |                |
| 2001 | Hotel                                  | Gerente do hotel                 |                |
| 2002 | Torture TV                             | Gary Silverman                   |                |
| 2002 | The Bacchae                            | Pastor                           |                |
| 2003 | 21 Grams                               | Michael                          |                |
| 2004 | Silver City                            | Danny O'Brien                    |                |
| 2004 | Birth                                  | Joseph                           |                |
| 2004 | The Aviator                            | Jack Frye                        |                |
| 2005 | The Constant Gardener                  | Sandy Woodrow                    |                |
| 2005 | The Proposition                        | Arthur Burns                     |                |
| 2006 | Marie Antoinette                       | Imperador José II                |                |
| 2006 | Alpha Male                             | Jim Ferris                       |                |
| 2006 | Children of Men                        | Nigel                            |                |
| 2006 | Fade to Black                          | Orson Welles                     |                |
| 2007 | The Number 23                          | Isaac French / Dr. Miles Phoenix |                |
| 2007 | I Really Hate My Job                   | Al Bowlly / Ele mesmo            |                |
| 2007 | The Kingdom                            | Gideon Young                     |                |
| 2007 | 30 Days of Night                       | Marlow                           |                |
| 2008 | The Kreutzer Sonata                    | Edgar                            |                |
| 2008 | How to Lose Friends & Alienate People  | Lawrence Maddox                  |                |
| 2009 | X-Men Origins: Wolverine               | Stryker                          |                |
| 2009 | Boogie Woogie                          | Art Spindle                      |                |
| 2010 | Made in Romania                        | Ele mesmo                        |                |
| 2010 | Edge of Darkness                       | Jack Bennett                     |                |
| 2010 | Clash of the Titans                    | Poseidon                         |                |
| 2010 | Robin Hood                             | Rei Richard Coração de Leão      |                |
| 2010 | The Conspirator                        | Joseph Holt                      |                |
| 2010 | Made in Dagenham                       | Chefe americano (voz)            |                |
| 2010 | The Warrior's Way                      | Coronel                          |                |
| 2011 | Playoff                                | Max Stoller                      |                |
| 2012 | Wrath of the Titans                    | Poseidon                         |                |
| 2012 | Two Jacks                              | Jack Hussar Sr.                  |                |
| 2012 | Boxing Day                             | Basil                            |                |
| 2012 | Stolen                                 | Tim Harlend                      |                |
| 2012 | Hitchcock                              | Whitfield Cook                   |                |
| 2013 | The Congress                           | Jeff                             |                |
| 2013 | Justice League: The Flashpoint Paradox | General Lane                     |                |
| 2013 | The Liberator                          | Martin Torkington                |                |
| 2014 | Tigers                                 | Alex                             |                |
| 2014 | Big Eyes                               | Dick Nolan                       |                |
| 2015 | Pressure                               | Engel                            |                |
| 2015 | Frankenstein                           | Victor Frankenstein              |                |
| 2016 | All I See Is You                       | Dr. Hughes                       |                |
| 2017 | Newness                                | Larry Bejerano                   |                |
| 2017 | Wonder Woman                           | General Erich Ludendorff         |                |
| 2017 | The Last Photograph                    | Tom Hammond                      |                |
| 2018 | Game Night                             | Donald Anderton                  |                |
| 2018 | The Professor                          | Peter                            |                |
| 2018 | Stan & Ollie                           | Hal Roach                        |                |
| 2019 | IO                                     | Henry                            |                |
| 2019 | Samurai Marathon                       | Comodoro Perry                   |                |
| 2019 | Angel Has Fallen                       | Wade Jennings                    |                |
| 2019 | No One Left Behind                     | Tenente-coronel Smith            | Curta-metragem |
| 2021 | Traveling Light                        | Harry                            |                |
| 2022 | Across the River and Into the Trees    | Capitão Wes O'Neil               |                |
| 2022 | We Are Gathered Here Today             | Peter Stone                      |                |
| 2022 | Tempête                                | Senhor Cooper                    |                |
| 2022 | Marlowe                                | Floyd Hanson                     |                |
| 2023 | Life Upside-Down                       | Paul Hasselberg                  |                |
| 2023 | Consecration                           | Padre Romero                     |                |
| 2023 | Te l'avevo detto                       | Padre Bill                       |                |
| 2023 | The Dead Don't Hurt                    | Rudolph Schiller                 |                |
| 2024 | Horizon: An American Saga - Chapter 1  | Cel. Albert Houghton             |                |
| 2024 | The Crow                               | Vincent Roeg                     |                |
| 2025 | Once Again... (Statues Never Die)      |                                  |                |
| 2025 | The Naked Gun                          |                                  |                |

### Televisão
| Ano       | Título                            | Papel                  | Notas                           |
| --------- | --------------------------------- | ---------------------- | ------------------------------- |
| 2004      | CSI: Crime Scene Investigation    | Ty Caulfield           | Episódio: "Suckers"             |
| 2006      | Covert One: The Hades Factor      | Frank Klein            | 2 episódios                     |
| 2008      | John Adams                        | Samuel Adams           | 3 episódios                     |
| 2010      | You Don't Know Jack               | Geoffrey Fieger        | Telefilme                       |
| 2012–2013 | Magic City                        | Ben Diamond            | 16 episódios                    |
| 2013–2014 | American Horror Story: Coven      | Homem do Machado       | 7 episódios                     |
| 2014      | Masters of Sex                    | Dr. Douglas Greathouse | 3 episódios                     |
| 2014–2015 | American Horror Story: Freak Show | Massimo Dolcefino      | 3 episódios                     |
| 2016      | Paranoid                          | Nick Waingrow          | 4 episódios                     |
| 2018–2019 | Yellowstone                       | Dan Jenkins            | 19 episódios                    |
| 2019      | Succession                        | Jamie Laird            | 5 episódios                     |
| 2019      | Doc Martin                        | Robert Brooke          | Episódio: "Wild West Country"   |
| 2021      | Calls                             | Frank                  | Episódio: "The Universe Did It" |
| 2025      | Common Side Effects               | Jonas Backstein        | 6 episódios                     |